# Louis Schlegel
Friedrich Louis Schlegel (* 30. Oktober 1858 in Terpitz; † 25. Februar 1929 in Esslingen am Neckar) war ein deutscher Politiker der SPD.

## Leben und Beruf
Nach dem Besuch der Volksschule in Dittmannsdorf machte Louis Schlegel von 1872 bis 1875 eine Gürtlerlehre in Geringswalde. 1875 ging er als Geselle auf Wanderschaft in Deutschland, Holland, der Schweiz und Österreich-Ungarn. Er arbeitete als Gürtler in Altenburg, Dresden und Elberfeld, von wo aus er im Mai 1880 nach Esslingen zog. Dort wurde er Gürtlermeister (Silberplattierer) und mitbegründete einen 1885 ausnahmegesetzlich verbotenen, gewerkschaftlichen Metallfacharbeiterverein. Er wechselte nach Budapest und nahm einen mehrjährigen Briefkontakt zu Julius Motteler in Zürich auf. Im Februar 1889 ließ er sich dauerhaft in Esslingen nieder, wo er am 3. Juli 1890 die württembergische Staatsbürgerschaft erhielt. Zunächst arbeitete er in Esslingen, dann in Göppingen, wo er nach einem Streik im Juni 1891 entlassen wurde. Nur vierzehn Tage später eröffnete er als „Parteiwirt“ in Esslingen die Siglesche Bierhalle, später die Gastwirtschaft Zur neuen Welt, in der am 7. März 1897 der Württembergische Arbeiter-Sängerbund gegründet wurde.

## Politik
Im Oktober 1891 wurde Schlegel Vorsitzender des sozialdemokratischen Ortsvereins in Esslingen, dem er bis 1918 mehrfach vorstand. Von 1903 bis 1925 saß er für die SPD im Esslinger Gemeinderat. Von 1899 bis 1907 war er Reichstagsabgeordneter für den Wahlkreis Württemberg 5 (Esslingen, Nürtingen, Kirchheim, Urach). Zwei weitere Reichstagskandidaturen (1907 und 1912) waren erfolglos, wobei er 1912 mit 49,9 % der abgegebenen gültigen Stimmen in der Stichwahl nur knapp unterlag.
Durch Ersatzwahl für den verstorbenen Friedrich Ludwig von Geß rückte er 1905 in den württembergischen Landtag nach. Dieses Mandat übte er bis 1920 aus. Altershalber verzichtete er dann auf eine weitere Kandidatur. Dem Esslinger Arbeiterrat gehörte er ab 1918 an.

## Familie
Louis Schlegel war der Sohn des Gutsbesitzers Gottfried Arno Schlegel und der Wilhelmine geb. Kolbe. Er heiratete 1889 Lydia Häußer (1860–1946), mit ihr hatte er zehn Kinder. Auf den Schultern seiner Frau lag die Hauptlast des umfangreichen gastronomischen Betriebs (bis 1924) der Neuen Welt. Von ihren zahlreichen Kindern ist keines mehr politisch hervorgetreten.